# Josia gigantea
Josia gigantea är en fjärilsart som beskrevs av Druce 1897. Josia gigantea ingår i släktet Josia och familjen tandspinnare. Inga underarter finns listade i Catalogue of Life.